# Ниинимаа, Янне
Я́нне Хе́нрик Ни́инимаа (фин. Janne Henrik Niinimaa; 22 мая 1975, Раахе, Финляндия) — финский хоккеист, защитник. Бронзовый призёр Олимпийских игр 1998 года и чемпион мира 1995 года в составе национальной сборной Финляндии. Один из ключевых защитников сборной Финляндии с середины 1990-х годов до середины 2000-х годов.
На драфте НХЛ 1993 года был выбран во втором раунде под общим 36-м номером командой «Филадельфия Флайерз». 24 марта 1998 года обменян в «Эдмонтон Ойлерз». 11 марта 2003 года обменян в «Нью-Йорк Айлендерс». 10 января 2006 года обменян в «Даллас Старз». 30 сентября 2006 года обменян в «Монреаль Канадиенс».
Начиная с сезона 2004/05 за 7 лет сменил 9 команд, нигде не задержавшись больше чем на год. Имеет опыт выступления в НХЛ, чемпионатах Финляндии, Швейцарии и Швеции.
За карьеру в НХЛ сыграл 741 матч в регулярных сезонах и набрал 319 очков (54+265). В плей-офф НХЛ сыграл 59 матчей и набрал 24 очка (3+21).
Участник двух Олимпийских игр (1998 и 2002), семи чемпионатов мира (1995, 1996, 2000, 2002, 2003, 2004, 2009) и двух Кубков мира (1996 и 2004).
Завершил карьеру в феврале 2014 года.

## Награды
- Сборная Финляндии по хоккею с шайбой
  - Чемпион мира 1995 года
  - Бронзовый призёр зимних Олимпийских игр 1998 года
  - Бронзовый призёр чемпионата мира 2000 года
  - Серебряный призёр Кубка мира 2004 года
- НХЛ
  - Участник матча «Всех звёзд» НХЛ 2001 года

## Статистика
```
                                            --- Regular Season ---  ---- Playoffs ----
Season   Team                        Lge    GP    G    A  Pts  PIM  GP   G   A Pts PIM
--------------------------------------------------------------------------------------
1993-94  Jokerit Helsinki            FNL    45    3    8   11   24  12   1   1   2   4
1994-95  Jokerit Helsinki            FNL    42    7   10   17   36  10   1   4   5  35
1995-96  Jokerit Helsinki            FNL    49    5   15   20   79  11   0   2   2  12
1996-97  Philadelphia Flyers         NHL    77    4   40   44   58  19   1  12  13  16
1997-98  Philadelphia Flyers         NHL    66    3   31   34   56  --  --  --  --  --
1997-98  Edmonton Oilers             NHL    11    1    8    9    6  11   1   1   2  12
1998-99  Edmonton Oilers             NHL    81    4   24   28   88   4   0   0   0   2
1999-00  Edmonton Oilers             NHL    81    8   25   33   89   5   0   2   2   2
2000-01  Edmonton Oilers             NHL    82   12   34   46   90   6   0   2   2   6
2001-02  Edmonton Oilers             NHL    81    5   39   44   80  --  --  --  --  --
2002-03  Edmonton Oilers             NHL    63    4   24   28   66  --  --  --  --  --
2002-03  New York Islanders          NHL    13    1    5    6   14   5   0   1   1  12
2003-04  New York Islanders          NHL    82    9   19   28   64   5   1   2   3   2
2004-05  Karpat                      FNL    26    3   10   13   30  12   0   5   5   8
2004-05  Malmo IF                    SEL    10    0    3    3   34  --  --  --  --  --
2005-06  New York Islanders          NHL    41    1    9   10   62  --  --  --  --  --
2005-06  Dallas Stars                NHL    22    2    4    6   24   4   0   1   1   8
2006-07  Montreal Canadiens          NHL    41    0    3    3   36
2007-08  HС Davos                    NLA    48    9   28   37  127
2008-09  Langnau                     NLA    20    8   10   18   20
2009-10  HV71                        SEL    43    4   17   21   24  16   0   3   3   8
2010-11  Lulea HF                    SEL    48    9   21   30   44  11   1   5   6  12
--------------------------------------------------------------------------------------
         NHL Totals                        741   54  265  319  733  59   3  21  24  60

```